# Malechowo (powiat kołobrzeski)
Malechowo – osada w Polsce położona w województwie zachodniopomorskim, w powiecie kołobrzeskim, w gminie Ustronie Morskie. Wieś wchodzi w skład sołectwa Kukinka.
Do 1954 część miasta Kołobrzegu.
Według danych urzędu gminy z 2005 roku osada miała 18 mieszkańców.
Ok. 0,6 km na zachód od zabudowy wsi płynie Malechowska Struga.
W latach 1975–1998 miejscowość administracyjnie należała do województwa koszalińskiego.